# Agaricus aristocratus
Agaricus aristocratus är en svampart som tillhör divisionen basidiesvampar, och som beskrevs av Gro Sissel Gulden. Agaricus aristocratus ingår i släktet champinjoner, och familjen Agaricaceae. Arten har ej påträffats i Sverige.